# Prats i Sansor
Prats i Sansor è un comune spagnolo di 210 abitanti situato nella comunità autonoma della Catalogna, nella provincia di Lleida. Fa parte della regione storica nota come Cerdagna.